# Tantangara Dam
Tantangara Dam är en dammbyggnad i Australien. Den ligger i kommunen Snowy River och delstaten New South Wales, i den sydöstra delen av landet, omkring 320 kilometer sydväst om delstatshuvudstaden Sydney.
Runt Tantangara Dam är det mycket glesbefolkat, med 3 invånare per kvadratkilometer.. 
I omgivningarna runt Tantangara Dam växer i huvudsak städsegrön lövskog. Genomsnittlig årsnederbörd är 1 222 millimeter. Den regnigaste månaden är februari, med i genomsnitt 179 mm nederbörd, och den torraste är maj, med 73 mm nederbörd.